# Hannes Marold
Hannes Marold (* 19. Jänner 1978 in Klagenfurt) ist ein österreichischer Komponist, Arrangeur, und Musiker.

## Leben
Hannes Marold studierte Musik an der Universität für Musik und darstellende Kunst Graz. Erfolgreich ist Marold als Schlagerkomponist sowie als Komponist volkstümlicher Musik. Er komponierte für bekannte Interpreten, wie z. B. Belsy, Andy Borg, Florian Fesl, Stefanie Hertel, Sascha Heyna, Kastelruther Spatzen, Monika Martin, Melissa Naschenweng, Nockis, Die Paldauer, Marc Pircher, Alexander Rier, Udo Wenders etc. Hannes Marold lebt in Graz.